# ديمو باكالوف
ديمو باكالوف (بالبلغارية: Димо Бакалов)‏ هو لاعب كرة قدم بلغاري في مركز الوسط، ولد في 19 ديسمبر 1988 في سليفن في بلغاريا. لعب مع او في سي سليفن 2000 ولودوغورتس رازغراد ونادي بيروي ستارا زاغورا ونادي لوكوموتيف بلوفديف.

## وصلات خارجية
- ديمو باكالوف على موقع قاعدة بيانات كرة القدم.إي يو (الإنجليزية)
- ديمو باكالوف على موقع Soccerway.com (الإنجليزية)
- ديمو باكالوف على موقع AS.com (الإسبانية)